# Ĉ
Ĉ, en minúsculas ĉ (C con acento circunflejo) es la cuarta letra del alfabeto en esperanto, corresponde a una africada postalveolar sorda /t͡ʃ/ en el Alfabeto Fonético Internacional y se usa para representar este sonido por la Revista de Filología Española.